# Fiannamail mac Máele Tuile
Fiannamail mac Máele Tuile (mort en  680) est un  roi de Leinster issu des Uí Máil une des lignées des Laigin. Il est l'arrière petit fils d'Áed Dibchine mac Senaig (mort en 595), un précédent roi et le petit-fils de  Rónán Crach, le souverain de Leinster qui est peut-être mentionné  dans le récit "Fingal Rónáin" (Le massacre familial de Rónán).

## Règne
La date exacte de son accession au trône est incertaine. Le Livre de Leinster lui attribue un règne de 13 ans et la date de l'obit de la mort de Fáelán mac Colmáin (mort en 666) est fixé à l'année  666 par les chroniques d'Irlande.
En 677 les Laigin combattent contre le roi  Fínnachta Fledach (mort en 695) du Síl nÁedo Sláine lors de la bataille de 
Loch Gabor (Lagore comté de Meath). C'est un massacre qui affecte les deux partis mais Fínnachta  remporte la victoire. En 680 Fiannamail est tué par un de ses sujets nommé Foichsechán à l'instigation de l'Ard ri Erenn Fínnachta.
Fiannamail est l'ancêtre des  Uí Théig (O'Tighe) qui occupaient la partie nord du territoire des Uí Máil à l'ouest des Montagnes de Wicklow.

### Postérité littéraire
Fiannamail est un personnage récurrent des ouvrages de Peter Tremayne: Sœur Fidelma.